# Casa de Joan Navarra
Casa de Joan Navarra és una obra de Sant Cugat del Vallès (Vallès Occidental) protegida com a Bé Cultural d'Interès Local.

## Descripció
Cas de dos cossos segons la parcel·lació tradicional per a les cases urbanes d'un cos que s'emprà en l'eixample de la plaça de Barcelona.
Fou objecte d'una reforma de façana als anys 50, en la qual s'introduí el portal de punt rodó adovellat, que no pertanyia a la construcció primitiva. Aquest portal procedeix de la casa del carrer Major, 9. La resta d'obertures estan emfatitzades amb una faixa en els brancals i llinda.

## Història
Fins a la reforma dels anys 50 era un conjunt de dues cases realitzades segons un projecte de l'arquitecte Emili Sala Cortés i llicència d'obres sol·licitada pel senyor Joan Navarra el 6 d'agost de 1871.
Els plànols de l'arquitecte Emili Sala i Cortés dibuixen una façana classicista de gran rigor acadèmic.
Els renoms d'aquesta casa eren: cal Navarra, cal Guillem i ca la Marieta Lleté.